# We Luv New York
Albums par Akhenaton
La Face B
(2010) Je suis en vie
(2014)
Albums par Faf Larage
Rap Stories
(2007)
Singles
We Luv New York est un album-concept de rap français, issu d'une collaboration entre Akhenaton et Faf Larage. Hommage au rap des premières heures et à la ville de New York, l'album est produit par Akhenaton, Faf Larage, GR & F et Buddah Kriss. L'album est sorti le 21 mars 2011 sur le label indépendant d'Akhenaton Me-Label.
Le premier single Euh... est sorti le 23 novembre 2010. Le second single On rêvait New York est quant à lui sorti le 3 février 2011. Le 3e single s'intitule Je danse pas et est produit par Faf. Le 4e single est M.R.S..

## Contenu
Les deux rappeurs rendent globalement hommage à la ville de New York, berceau du hip-hop. Ils parlent également de la façon de rapper, des mauvais rappeurs, du flow, ... Ils parlent également de Marseille dans M.R.S. ou encore de la mort de Michael Jackson et des nombreuses critiques à son égard dans This is it.
Dans le titre Clubber lang music, ils font diverses allusions à la saga Rocky et le personnage de Clubber Lang, joué par Mister T. dans Rocky 3.

## Liste des titres
1. ITW-WLNY (Gr et F!)
2. We Luv New York (Buddah Kriss)
3. Le sens du mot flow (Akhenaton)
4. Euh... (Akhenaton)
5. M.R.S. (Akhenaton)
6. PPDLM (GR et F!)
7. T'es où ? (Buddah Kriss)
8. On rêvait New York (Gr et F!)
9. Je danse pas (Faf Larage)
10. Ni fouet, ni maître (version remix) (GR et F!)
11. Zoom sur la ville (Akhenaton)
12. T'es pas là (Buddah Kriss)
13. Avec la tête haute (Akhenaton & Denys Thery)
14. This is it (Faf Larage)
15. show (Faf Larage)
16. In memory of your... (Akhenaton)
17. Clubber lang music (Buddah Kriss)

## Samples
"We Luv New York"
"I’ve Come To Save You" de Clyde Wilson